# Отель любви
Отель любви или рабу хотэру (яп. ラブホテル от англ. love hotel) — разновидность гостиниц, в которых арендуются номера для секса. Они отличаются от борделей тем, что люди приходят в отели любви вместе со своими партнёрами. Номера обычно арендуются на небольшой срок, а посетители получают в отелях анонимность от родственников. Отели любви популярны, в первую очередь, в Японии, где их посещение распространено повсеместно.

## История
В период Эдо в Японии существовали дэайдзяя (出合茶屋), чайные дома — гостиницы примерно на 15 небольших номеров площадью порядка 10 м² каждый. Гостей разували и забирали их вещи в качестве гарантии оплаты номера на выходе, отводили в номер и подавали там чай и закуску, оставляя их наедине.
К началу XX века чайные дома были заменены двумя видами заведений со схожими услугами. Первый, матиайдзяя (待合茶屋), предоставлял очень скромные услуги — небольшую комнату, застеленную татами; матиайдзяя были весьма популярны в Токио. Второй, собая (蕎麦屋), представлял из себя японскую лапшичную, снабжённую комнатами наверху, сдаваемыми в наём на небольшой срок. Такие комнаты были не во всех лапшичных — снабжённые ими отличались вывесками вроде «настоящая лапшичная».
Как матиайдзяя, так и собая активно использовались проститутками и их клиентами и лишь изредка — влюблёнными парами. Там царила атмосфера профессиональной секс-индустрии и пары предпочитали заниматься сексом на улице, особенно в парках.
В 1930-х годах в Японии распространились энсюку (円宿), в которых пары могли арендовать комнату за одну иену в час. Комнаты были меблированы в западном стиле, двухспальными кроватями, и запирались. Кроме того, для секса стали использоваться бани.
После поражения во Второй мировой войне распространились небольшие семейные гостиницы цурэкоми-ядо (連れ込み宿, 連込宿). Появились они в первую очередь в районе Токио Уэно, частично из-за спроса от оккупировавшего Японию западного контингента. Бум цурэкоми-ядо начался после запрета проституции в 1958 году.
В 1960-х они начали переквалифицироваться в бизнес-отели для путешественников или отели любви. Появились отели любви в современном значении — элегантно оформленные и снабжённые специальными удобствами, такими как электрические кровати, пенные ванны и прозрачные с одной стороны зеркала в ванной комнате. Такие тематически оформленные отели предоставляли уход от реальности. Кроме того, из-за высокой цены на землю, плотной застройки и небольших жилых площадей выросла необходимость в отелях любви, которые могли предоставить анонимность и помочь скрыть сексуальные отношения от родственников.
Изначально японские законы не отличали отели любви от обычных гостиниц — из-за чего, например, они могли были быть расположены рядом со школами. В 1984 году вышли поправки в Закон о регулировании деятельности, влияющей на общественную мораль, вводящие регулирование отелей любви, хотя и определяющие его слишком узко, из-за чего заведения могли избежать статуса отеля любви.
Постепенно отели любви меняют свой имидж, становясь более чистыми, открытыми и менее вызывающе сексуальными, при этом они называют себя более престижными названиями, такими как бутик-отель или модный отель, поскольку термин «отель любви» приобрёл негативные коннотации.

## Функционирование
Отели любви обычно расположены в многолюдных местах, оформлены яркими неоновыми вывесками и обладают кричащей архитектурой, но при этом выход находится в глубине, чтобы посетители могли незаметно входить и выходить. Комнаты меблированы вращающимися кроватями, зеркальными потолками, стеклянными ваннами и прочими схожими предметами, заметно присутствуют сексуальные материалы вроде порнографических видео, сексуальных игрушек и костюмов. Оплата в отелях любви обычно почасовая, при этом тематические номера более дорогие.
На 1999 год в Японии было около 30 тысяч отелей любви, из них 3,5 тысячи — в Токио, и примерно четверть из 25 миллиардов фунтов дохода японской сексуальной индустрии приходилось на отели любви, при том что доход сексуальной индустрии больше оборонного бюджета.
По данным книги Сары Чаплин, изданной в 2007 году, годовая выручка отелей любви составляет больше 4 триллионов иен, что в два раза больше выручки от аниме, при этом в день происходит около 1,4 миллиона посещений, а в год — порядка 500 миллионов, при которых пары тратят в среднем 8 тысяч иен.